# Richard Rojas
Richard José Rojas Guzmán (ur. 27 lutego 1975 w Cochabambie) – boliwijski piłkarz występujący na pozycji pomocnika. Zawodnik klubu Jorge Wilstermann.

## Kariera klubowa
Rojas karierę rozpoczynał w 1997 roku w Chaco Petrolero. W 1998 roku trafił do zespołu The Strongest. W 1999 roku wywalczył z nim wicemistrzostwo Boliwii, a w 2000 roku Puchar Boliwii. W 2003 roku odszedł do CD San José, gdzie spędził sezon 2003, a potem wrócił do The Strongest. W 2004 roku zdobył z nim mistrzostwo fazy Clausura Primera División de Bolivia.
W 2006 roku Rojas odszedł do Aurory. Spędził tam dwa sezony. Następnie ponownie grał w CD San José, a w 2011 roku trafił do La Paz FC. Zadebiutował tam 28 sierpnia 2011 roku w przegranym 2:6 pojedynku z The Strongest. Przez rok w barwach La Paz rozegrał 31 spotkań i zdobył 3 bramki.
W 2012 roku Rojas podpisał kontrakt z zespołem Jorge Wilstermann.

## Kariera reprezentacyjna
W reprezentacji Boliwii Rojas zadebiutował w 1999 roku. W 2001 roku znalazł się w drużynie na Copa América. Na tamtym turnieju, zakończonym przez Boliwię na fazie grupowej, nie zagrał jednak ani razu.
W 2004 roku ponownie został powołany do kadry na turniej Copa América. Zagrał na nim tylko w meczu z Peru (2:2), a Boliwia odpadła z rozgrywek po fazie grupowej.
W latach 1999–2004 w drużynie narodowej Rojas rozegrał łącznie 21 spotkań.